# Dausur
Dausur (Ausur) ist eine osttimoresische Aldeia im Suco Leolima (Verwaltungsamt Hato-Udo, Gemeinde Ainaro). 2015 lebten in der Aldeia 1108 Menschen.

## Geographie und Einrichtungen
Die Aldeia Dausur liegt in der westlichen Mitte von Leolima. Nördlich befindet sich die Aldeia Suro-Craic, nordöstlich die Aldeias Groto und Luro, südöstlich die Aldeia Hutseo und südlich die Aldeia Aimerleu. Im Westen grenzt Dausur an den Suco Suro-Craic (Verwaltungsamt Ainaro). Die Grenze bildet der Fluss Belulik.
Den Osten von Dausur durchquert die südliche Küstenstraße Osttimors, die hier etwas landeinwärts verläuft. An ihr liegt die Siedlung Dausur, die Teil des Siedlungszentrums von Hato-Udo ist. Hier befindet sich eine Grundschule.

## Politik
2023 wurde José Lopes zum Chefe de Aldeia gewählt.